# Frank Brangwyn

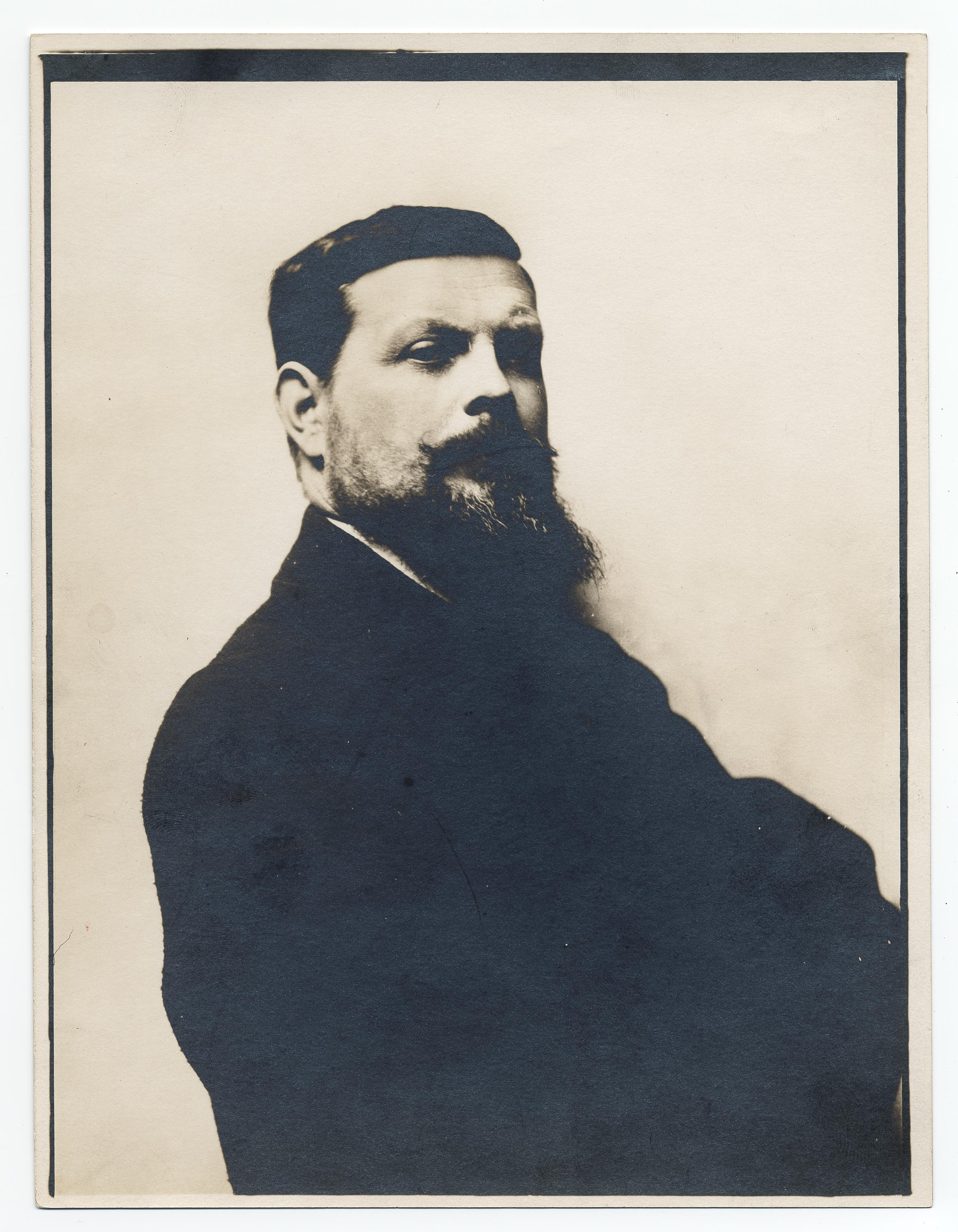
Frank William Brangwyn

Frank William Brangwyn, född 12 maj 1867 och död 11 juni 1956, var en brittisk målare och grafiker.
Brangwyn fick sin första utbildning av fadern, som grundat en mattfabrik i Brygge, och blev, sedan fadern 1877 återvänt till Storbritannien, elev till William Morris. Brangwyn väckte tidigt internationell uppmärksamhet genom sina färgstarka målningar, ofta med motiv från Orienten och europeiska hamnstäder. Som etsare och litograf tillhörde Brangwyn samtidens främsta. I sina stora, bett anlagda etsningar skildade Brangwyn med förkärlek arbetsplatser, hus- och brobyggen, skeppsvarv, hamnar och fabriker, där rörligheten och ljuskontrasterna ges en effektfull tolkning. Brangwyn verkade även som tecknare för konsthantverk som bokutsmyckning, möbelkonst, mattvävnad och keramik. Brangwyn är representerad vid bland annat Nationalmuseum.